# 鹿児島県道・宮崎県道104号霧島公園小林線
鹿児島県道104号霧島公園小林線（かごしまけんどう・みやざきけんどう104ごう きりしまこうえんこばやしせん）は、鹿児島県霧島市から宮崎県小林市に至る一般県道である。

## 概要
霧島山の区間は接続されておらず、鹿児島県側・宮崎県側で路線が独立している。
鹿児島県側の区間は宮崎県道・鹿児島県道1号小林えびの高原牧園線・鹿児島県道480号霧島公園線とともに霧島スカイライン（小林市の国道221号 - 霧島市の国道223号間）を構成している。宮崎県側の区間は小林市役所とひなもりオートキャンプ場を結ぶ。

### 路線データ
- 起点：鹿児島県霧島市牧園町高千穂（宮崎県道・鹿児島県道1号小林えびの高原牧園線交点）
- 終点：宮崎県小林市細野（小林市役所入口交差点、国道221号交点、宮崎県道53号京町小林線上）

## 歴史
- 1959年（昭和34年）
  - 6月1日 - 宮崎県告示第226号により宮崎県側の路線認定[1]。
  - 6月10日 - 鹿児島県告示437号により鹿児島県側の路線認定[2]。

## 路線状況

### 重複区間
- 宮崎県道53号京町小林線（宮崎県小林市細野 - 小林市細野・小林市役所入口交差点（終点））

## 地理

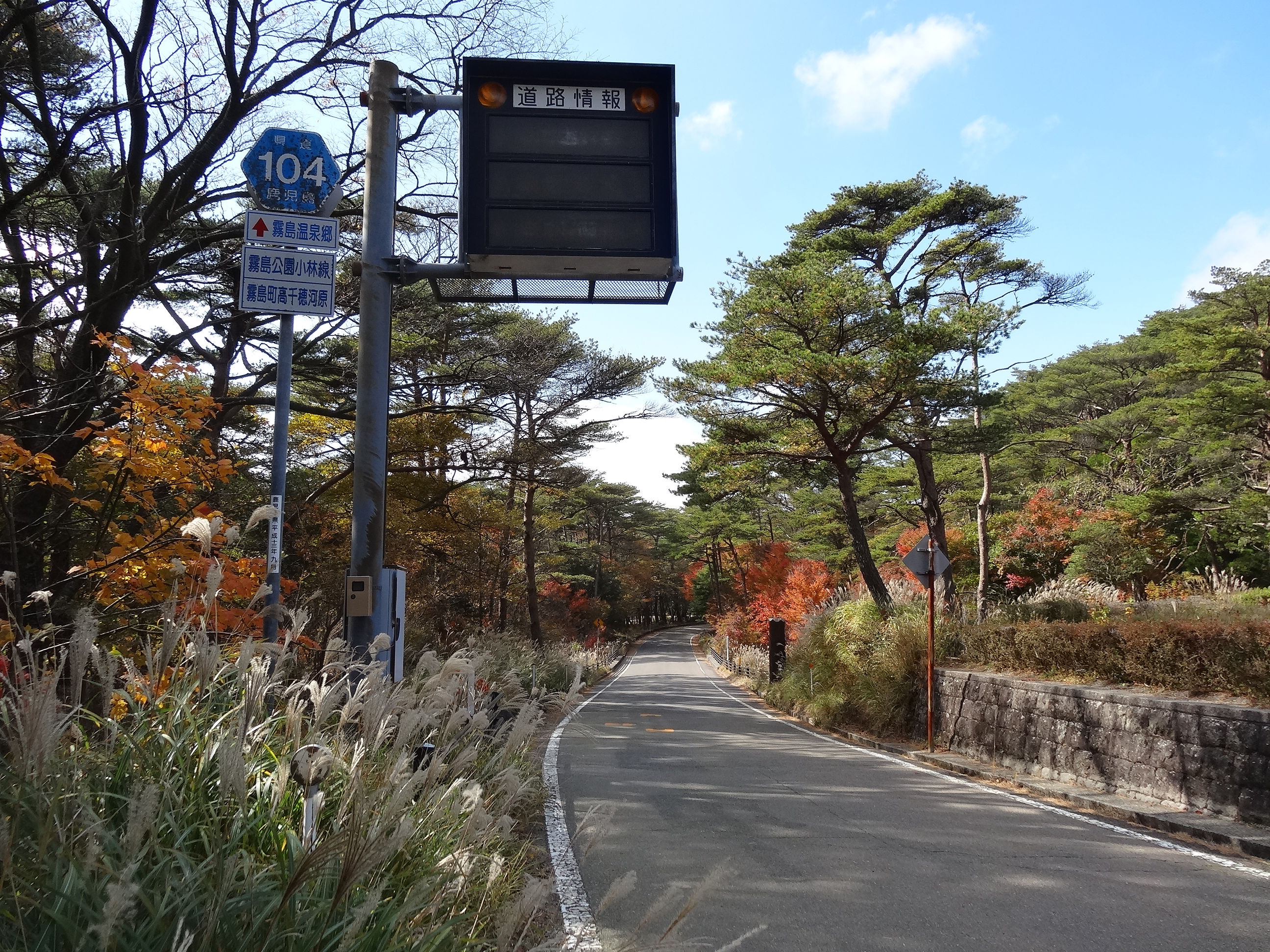
高千穂河原から霧島温泉郷方面（鹿児島県霧島市霧島田口）

### 通過する自治体
- 鹿児島県
  - 霧島市
- 宮崎県
  - 小林市

### 交差する道路
| 交差する道路                                  | 都道府県名 | 市町村名 | 交差する場所 | 交差する場所                |
| --------------------------------------------- | ---------- | -------- | ------------ | --------------------------- |
| 宮崎県道・鹿児島県道1号小林えびの高原牧園線   | 鹿児島県   | 霧島市   | 牧園町高千穂 | 起点                        |
| 鹿児島県道480号霧島公園線                     | 鹿児島県   | 霧島市   | 霧島田口     | 高千穂河原付近              |
| 未供用区間                                    |            |          |              |                             |
| 宮崎県道405号西麓小林線                       | 宮崎県     | 小林市   | 駅南         | 南島田交差点 JA小林前       |
| 宮崎県道53号京町小林線 重複区間起点           | 宮崎県     | 小林市   | 細野         |                             |
| 国道221号 宮崎県道53号京町小林線 重複区間終点 | 宮崎県     | 小林市   | 細野         | 小林市役所入口交差点 / 終点 |

### 交差する鉄道
- 吉都線

### 沿線
- 高千穂河原
- 小林市役所